# Sleepy Hollow (California)
Sleepy Hollow es un lugar designado por el censo ubicado en el condado de Marin en el estado estadounidense de California. En el año 2010 tenía una población de 2.384 habitantes.

## Geografía
Sleepy Hollow se encuentra ubicado en las coordenadas 38°0′41.53″N 122°34′57.57″O / 38.0115361, -122.5826583.